# Cappadonna

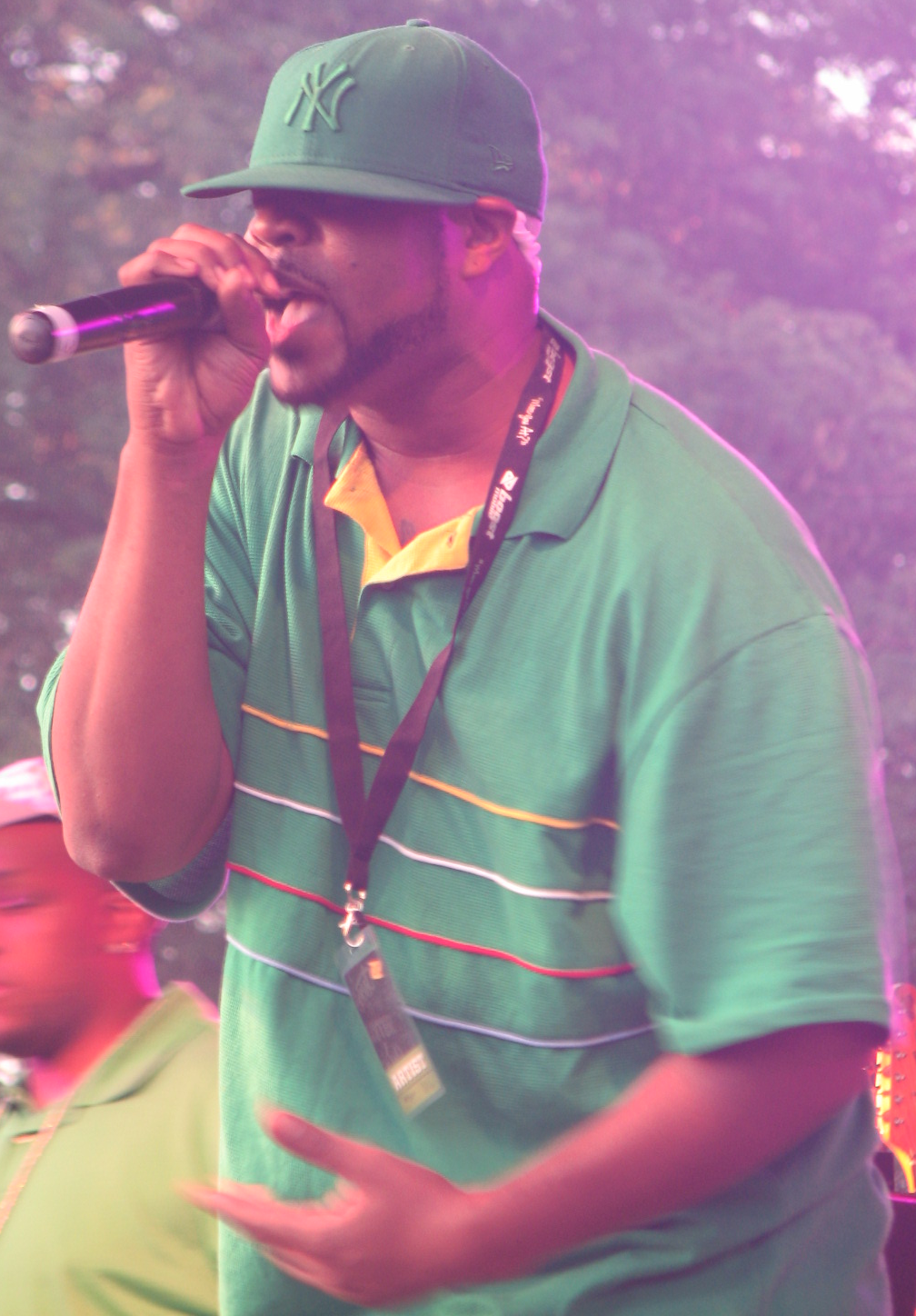
Cappadonna (2007)

Cappadonna (* 18. September 1969; bürgerlich Darryl Hill) ist ein US-amerikanischer Rapper. Lange gehörte Cappadonna zum engen Umfeld des Wu-Tang Clans, seit dem Studioalbum 8 Diagrams ist er festes Mitglied der Gruppe.

## Leben
Cappadonna war schon länger mit den Mitgliedern des Wu-Tang Clans befreundet und lokal für seine Rap-Künste bekannt, kam aber erst während eines Zufallsbesuchs im Studio der Gruppe in Staten Island zu seinen ersten Plattenaufnahmen. Er kam dort 1995 während der Aufnahmen zu Raekwons Only Built 4 Cuban Linx zu Besuch. Raekwon nahm gerade den Track Ice Cream auf, Cappadonna witzelte, dass er ja auch einen Vers rappen könnte, Produzent RZA nahm ihn ernst; das Ergebnis war gut genug, dass er noch auf dem Zusatztrack Ice Water eine Aufnahme hat und danach sowohl auf Ironman von Ghostface Killah als auch auf der nächsten Gruppenveröffentlichung Wu-Tang Forever (1997) rappt. 
Sein eigenes Solo-Debüt The Pillage erschien 1998 und war eine der ersten Wu-Tang-Veröffentlichungen in der Nach-Forever-Phase der Gruppe. Die Kritiken waren positiv, aber nicht überwältigend. Bis zum Nächsten Gruppenalbum The W schien er offizielles Gruppenmitglied geworden zu sein, denn während auf Wu-Tang Forever noch featuring Cappadonna aufgeführt war, fehlen bei The W jegliche solche Hinweise. Auf dem Album-Cover und den Werbematerialien wird er behandelt wie andere Gruppenmitglieder auch. 
Sein nächstes Album The Yin & The Yang (2001) ging im Markt unter, die Single Super Model mit Ghostface Killah war auch nur mäßig erfolgreich. 
Auf dem vierten Wu-Tang-Album Iron Flag (2001), fehlt er dann vollkommen. Wahrscheinlich hat er an den Aufnahmen noch mitgewirkt, bei den intensiven Schnitten und Rearrangements, die RZA regelmäßig nach den eigentlichen Aufnahmen durchführt, scheint er Cappadonna aber vollkommen von der Platte entfernt zu haben. Auf dem Cover des Albums ist noch ein Bein von ihm zu sehen, während er ansonsten nachträglich aus dem Foto entfernt wurde. Auf anderen bekannten Fotos aus derselben Foto-Session ist er noch als ganze Person vorhanden, diese erscheinen aber nicht direkt im Zusammenhang mit dem Album. In der Zeit vor den Aufnahmen scheinen sich die Spannungen zwischen Cappadonna und der Gruppe verstärkt zu haben: er beschwerte sich regelmäßig, dass ihm Außenseiter weniger Respekt entgegenbringen würden, als den Originalmitgliedern. Zudem entdeckte die Gruppe kurz vor den Aufnahmen dank eines Artikels in der Village Voice, dass Cappadonnas persönlicher Manager bezahlter Spitzel der New Yorker Polizei war.    
Nachdem er offensichtlich aus der Gruppe geworfen wurde, zog er nach Baltimore und arbeitete dort als Taxifahrer. Während die Presse allgemein annimmt, dass er dies machen musste, um seinen Lebensunterhalt zu verdienen, war es laut Cappadonna, eine Entscheidung “to give up what material possessions he had amassed and walked the streets of Baltimore for 8 months, before returning to the rap game”. Sein nächstes Album The Struggle beinhaltete dann wieder Gastauftritte einiger Wu-Tang-Mitglieder und erschien auf dem Label von Gruppenfreund Remedy. Ein neuer Streit setzte ein, als Cappadonna Wu-Tang-Produzent RZA öffentlich beschuldigte, ihn um Tantiemen betrogen zu haben. Zur Wiedervereinigungstour 2004 stand er allerdings wieder mit auf der Bühne.
Am 22. Juli 2008 veröffentlichte er über sein eigenes Label Cappadonna Records in Zusammenarbeit mit Park Hill Productions sein 2007 erschienenes Internetalbum The Cappatilize Project, welches 2008 auch als physischer Tonträger erschien.

## Aliasse
- Cappachino
- Cappa-Villian
- The Cab Driver
- DonnaMite

## Diskografie

### Soloalben
- 1998: The Pillage
- 2001: The Yin And The Yang
- 2002: Cappadonna Hits
- 2003: The Struggle
- 2008: The Cappatalize Project
- 2009: Slang Prostitution
- 2011: The Pilgrimage
- 2013: Eyrth, Wynd, and Fyre
- 2014: Hook Off
- 2015: The Pillage 2
- 2018: Ear Candy

### Singles & EPs
- 1996: Winter Warz (Don’t Be A Menace – Soundtrack)
- 1997: Triumph (mit Wu-Tang Clan, US: Platin)
- 1998: Slang Editorial
- 1998: Run
- 1999: Black Boy
- 2001: Super Model
- 2007: Don’t Turn Around
- 2009: Somebody’s Got To Go
- 2011: Cuban Link Kings